# Charles-François Knébel
Charles François Knebel (La Sarraz, 10 maggio 1810 – Roma, 2 aprile 1877) è stato un pittore svizzero.

## Biografia
Nel 1822 a soli 12 anni giunse a Roma chiamato dal cugino François Keiserman, che già aveva fama di acquarellista esimio. Sotto la sua guida si distinse nel disegno e nella pittura, ma il deterioramento dei loro rapporti lo portò a rompere col maestro e ad abbandonarne la casa di Piazza di Spagna, intraprendendo l'attività autonoma.
Del 1843 è la prima presenza documentata alla esposizione romana della Società degli amatori e Cultori di Belle Arti di Roma.

## Opere
- Veduta del tempio di Vesta;
- Veduta di Piazza di Spagna;
- I templi di Vesta e della Sibilla a Tivoli;
- L'entrata di Garibaldi a Tivoli;
- Acquedotti nei pressi di Roma;
- Templi di Paestum;
- Bocca della Verità;
- Veduta del tempio di Vesta a Tivoli;
- Le cascatelle di Tivoli;
- Veduta di Olevano;
- Acquedotto Claudio;
- L'arco di Costantino;
- Il lago di Castel Gandolfo;
- Campagna romana presso Tor di Quinto;
- Lago di Nemi;
- Paese nelle vicinanze di Tivoli;
- Campo Vaccino;
- Santa Croce in Gerusalemme vista da san Giovanni in Laterano;
- Il Colosseo e il Palatino.